# عالم الطب الحيوي
عالِم الطب الحيوي هو عالم مختص في علم الأحياء ، خاصة في سياق الطب. يعمل هؤلاء العلماء على اكتساب المعرفة حول المبادئ الرئيسية لكيفية عمل جسم الإنسان وإيجاد طرق جديدة لعلاج أو علاج المرض من خلال تطوير أدوات تشخيصية متقدمة أو استراتيجيات علاجية جديدة. يشار إلى أبحاث علماء الطب الحيوي باسم البحث الطبي الحيوي.
الوصف  (عدل)
يمكن أن تختلف الأنشطة المحددة للعالم الطبي الحيوي في أجزاء مختلفة من العالم وتختلف مع مستوى التعليم. بشكل عام ، يقوم علماء الطب الحيوي بإجراء الأبحاث في بيئة مختبرية ، مستخدمين الكائنات الحية كنماذج لإجراء التجارب. يمكن أن تشمل هذه الخلايا خلايا بشرية أو حيوانية مستزرعة تزرع خارج الكائن الحي بأكمله ، أو حيوانات صغيرة مثل الذباب والديدان والأسماك والفئران والجرذان ، أو نادراً ما تكون حيوانات أكبر كالقرود. قد يعمل علماء الطب الحيوي أيضًا مباشرةً مع عينات الأنسجة البشرية لإجراء التجارب بالإضافة إلى المشاركة في الأبحاث السريرية.
يستخدم علماء الطب الحيوي مجموعة متنوعة من التقنيات من أجل إجراء تجارب معملية. ومن هذه التقنيات :
التقنيات الجزيئية والأحيائية الكيميائية
·        الكهربائي و النشاف
·        المناعية
·        الفصل الكروماتوغرافي
·        قياس الكيف الكتلي
·        تفاعل البوليميريز المتسلسل والتتابع
·        المصفوفات الدقيقة
تقنيات التصوير
·        الضوء، اللصف الاستشعاع ، المجهر الإلكتروني
·        التصوير بالرنين المغناطيسي
·        التصوير المقطعى
·        أشعة سينية
الهندسة الوراثية و التعديل
·        التحويل
·        انتقال الفيروس
·        الكائنات المعدلة وراثيا
التقنيات الفيزيولوجيا الكهربية
·        مشبك البحث
·        تخطيط أمواج الدماغ وتخطيط كهربائية القلب و تخطيط الكهربية الشبكية
تقنيات السيليكو
·        المعلوماتية الحيوية
·        علم الأحياء الحسابي
مستوى التعليم ( عدل )
عادة ما يحصل علماء الطب الحيوي على درجة البكالوريوس في العلوم ، وعادة ما يأخذون دراسات عليا تؤدي إلى الحصول على دبلوم أو ماجستير أو دكتوراه. هذه الدرجة ضرورية لشغل وظائف أعضاء هيئة التدريس في المؤسسات الأكاديمية ، وكذلك مناصب كبار العلماء في معظم الشركات.  يمتلك بعض علماء الطب الحيوي أيضًا شهادة طبية   ( دكتور في الطب ، دكتور في طب العظام ، دكتور في الصيدلة ، دكتوراه في علوم المختبرات الطبية  ، بكالوريوس الطب والجراحة الخ (  بالإضافة إلى شهادة أكاديمية.
بيئة العمل
أكاديميون(عدل)
تشمل هذه الفئة مناصب أعضاء هيئة التدريس في الجامعات والكليات ومعاهد البحوث غير الربحية ، وفي بعض الأحيان في المستشفيات. عادةً ما توفر هذه الأماكن  المزيد من الحرية الفكرية وتمنح الباحث مساحة أكبر في اتجاه البحث ومحتواه. كما سيحضر العلماء في الأوساط الأكاديمية ، بالإضافة إلى إجراء التجارب ،و  مؤتمرات علمية ، والتنافس على تمويل المنح البحثية ، ونشر الأوراق العلمية ، وتعليم الفصول.
الصناعة (عدل)
تشير وظائف الصناعة إلى وظائف القطاع الخاص في الشركات التي تستهدف الربح. في حالة علماء الطب الحيوي ، يكون التوظيف عادة في شركات الأدوية الكبيرة أو شركات التكنولوجيا الحيوية. تميل الشركات  في الصناعة إلى دفع رواتب أعلى من المرتبات في المؤسسات الأكاديمية ، لكن الأمن الوظيفي مقارنةً بالكلية الأكاديمية التي تم شغلها أقل بكثير. يميل الباحثون في الصناعة إلى الحصول على حرية فكرية أقل في أبحاثهم مقارنة بالباحثين في القطاع الأكاديمي ، وذلك بسبب الإتفاق النهائي المتمثل في إنتاج منتجات قابلة للتسويق تفيد الشركة.
   المسارات الوظيفية الغير التقليدية
في السنوات الأخيرة ، تابع عدد كبير من علماء الطب الحيوي التعلم  حيث لا بد من التعليم المتقدم والخبرة في مجال البحوث الطبية الحيوية خارج البحوث المختبرية التقليدية. تشمل هذه المجالات قانون براءات الاختراع والاستشارات والسياسة العامة والصحافة العلمية. السبب الرئيسي للنمو في هذه المجالات هو أن عدد الوظائف المتاحة في البحوث الأكاديمية التقليدية في السنوات الأخيرة أقل مقارنة بعدد الباحثين ؛ ما يقارب من 15-20 ٪ من علماء الطب الحيوي أصحاب  الدكتوراه سوف يحصلون  على وظيفة ذات مدخول عال أو منصب رئيس مختبر في الصناعة. [1]
المملكة المتحدة (تحرير المصدر)
تشمل العلوم الطبية الحيوية ، على النحو المحدد في بيان معايير ضمان الجودة في التعليم العالي في المملكة المتحدة في عام 2015 ، تلك التخصصات العلمية التي ينصب تركيزها الأساسي على بيولوجيا صحة الإنسان والمرض وتتراوح من الدراسة العامة لعلوم الطب الحيوي والبيولوجيا البشرية إلى مجالات التخصص الأكثر تخصصًا مثل الصيدلة ، فسيولوجيا الإنسان والتغذية البشرية. وهو مدعوم بالعلوم الأساسية ذات الصلة بما في ذلك علم التشريح وعلم وظائف الأعضاء ، وبيولوجيا الخلية ، والكيمياء الحيوية ، وعلم الأحياء المجهرية ، وعلم الوراثة والبيولوجيا الجزيئية ، وعلم المناعة ، والرياضيات والإحصاء ، والمعلوماتية الحيوية. (2)
«عالم الطب الحيوي» هو العنوان المحمي الذي يستخدمه المهنيين المؤهلين للعمل دون إشراف داخل قسم علم الأمراض في المستشفى. [3] تتكون العلوم الطبية الحيوية من التخصصات التالية ؛ خدمات الكيمياء الحيوية ، أمراض الدم ، علم المناعة ، علم الأحياء الدقيقة ، علم الأنسجة ، علم الخلايا ، وخدمات نقل الدم. يتم تنظيم هذه المهن داخل المملكة المتحدة من قبل مجلس المهن الصحية والعناية. أي شخص يدعي  أنه عالم في مجال الطب الحيوي يرتكب جريمة ويمكن أن تصل إليه غرامة تصل إلى 5000 جنيه إسترليني. (4)